# فرجان لول
فرجان لول هو مسلسل كوميدي تاريخي بحريني إنتاج عام 1994, من إخراج: أحمد يعقوب المقلة.

## فريق العمل
من بطولة: سعد البوعينين - جمعان الرويعي - يوسف بوهلول - علي الغرير -مصطفى رشيد - -مريم راشد - لطيفة مجرن - أحمد مبارك - هدى سلطان - ماجدة سلطان - عبدالله وليد- - إبراهيم بحر - عبدالله سويد - إبراهيم خلفان - مبارك خميس - عبدالله ملك - محمد عواد -أنور أحمد - حسين الرفاعي - خالد الرويعي - جمال الصقر -سعاد عيسى - في الشرقاوي -